# عضو عائلة شيسا 4
عضو عائلة شيسا 4 (بالإنجليزية: Shisa family member 4)‏ هوَ بروتين يُشَفر بواسطة جين SHISA4 في الإنسان.